# Мітрідат I (цар Парфії)
Мітрідат I (парф. Mihrdāt)(близько 171 — близько 132 до н. е.) — п'ятий з відомих династів-Аршакідів та перший представник цієї династії, який прийняв титул цар та великий цар. Очолив парнів по смерті брата Фраата (I) за невизначених обставин.

## Розбудова Парфянського царства

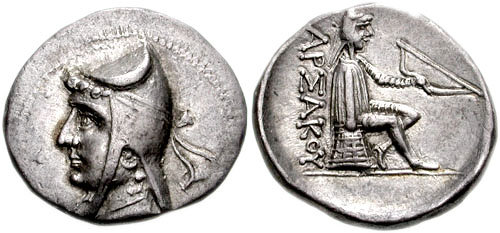
Одна з перших серій монет Міхрдата, яка наслідує карбування двох перших Аршаків.

У 166 р до н. е. Мідтідат виступив проти Селевкідів. Цю подію досить впевнено датовано за повідомленням Тацита (Hist. V. 8. 2.) та юдейськими джерелами (I Macc. 1. 44–59).
У 165 р.до н. е. Антіох IV Епіфан розпочав кампанію по замиренню бунтівних сатрапій, починаючи з Вірменії. Вельми ймовірно, що на цьому етапі Мітрідат не поспішав з активними діями. Скоріше за все, від оголосив себе незалежним правителем Гірканії.
Але у 164 р. до н. е., після звістки про смерть Антіоха, Мітрідат захопив Парфію, де у Гекатомпілі зразу ж викарбував серію монет з легендою грец. ΑΡΣΑΚΟΥ. Перші монети Мітрідата були стилістично схожі на монети його попередників — на аверсі голова царя у башлику ліворуч, на реверсі — цар у башлику на троні приймає лук.
До 157 р. до н. е. Мітрідат захопив Нісу, Дрангіану, інші сатрапії Селевкідів на сході та переміг у війні з Евкратидом I, царем Бактрійського царства, захопивши у останнього Маргіану та низку інших територій.
З 157 р. до н. е. на монетних дворах Міхрдаткірта (Старої Ніси) та Гекатомпіла було викарбувано низку серій монет з легендою грец. ΑΡΣΑΚΟΥ ΒΑΣΙΛΕΩΣ.
Міхірдаткірт перетворено на династичний культовий центр Аршакідів та, вельми імовірно, на селевкідський манер, було проголошено «Еру Аршакідів» (157 + три генерації царів-пращурів (по 30 років) = 247 р. до н. е.)
Після нетривалої перерви Міхрдат повів свої війська на захід, де захоплював одну за одною сатрапії Селевкідів — до 147 р. до н. е. парфяни вже захопили Мідію з Екбатанами, далі було незалежне царство Мідія Атропатена, і, в решті решт, у 141 р. до н. е. було захоплено Месопотамію, Вавилон та Селевкію, на монетному дворі якої були викарбувані монети Мітрідата.
Близько 140 р. до н. е. на східних кордонах Парфії з'явилися сакаравали. Війна з саками триватиме біля 30 років.
У 138 р. до н. е. Деметрій II Нікатор розпочав нову війну з парфянами, яка, як, відомо, закінчилася поразкою та ганебним полоном для Деметрія. В цей же час було підкорено й Персіду, якій надано широкої автономії (за іншими гіпотезами Персіда залишилася непідкореною).
Останні серії монет Мітрідата докорінно різнилися з його першими серіями. На них великого царя зображено як елліністичного правителя, з легендою на реверсі грец. ΒΑΣΙΛΕΩΣ ΜΕΓΑΛΟΥ ΑΡΣΑΚΟΥ.
Помер Мітрідат у 132 р. до н. е., залишивши нащадкам велике, але не впорядковане поліетнічне та мультикультурне царство.